# Carlo Amalfi
Carlo Amalfi, nome completo Carlo Aniello Detio Amalfi (Piano di Sorrento, 5 febbraio 1707 – Napoli, 1787), è stato un pittore italiano.

## Biografia
Carlo Amalfi nacque a Piano di Sorrento il 5 novembre 1707, da Andrea e Orsola Scarpato. È conosciuto quale ritrattista amato sia da Carlo III di Borbone sia dal principe Raimondo di Sangro, del quale fu uno dei collaboratori più stretti. Nelle sue rappresentazioni  dipinse scene di genere per collezioni private romane e napoletane,  mostrando legami artistici con Gaspare Traversi. Nel genere sacro la sua mano risultò molto accademica, influenzata dal Francesco De Mura e dal Sebastiano Conca detto “Il Gaetano”, del quale fu allievo.

## Opere
Si conservano a Sorrento numerose opere nella Basilica di Sant’Antonino, nella Congrega dei Servi di Maria, nella Chiesa di Sant’Antonino,  nel Museo Correale di Terranova ed in provincia a Nocera dei Pagani, sempre nella Chiesa di Sant’Antonino.
A Napoli lavorò a Castel Capuano nella Sala del Gran Consiglio, ad un ciclo di affreschi ove dipinse, il ritratto dei primi Legislatori del Regno e quello del Re Carlo III di Borbone a cavallo. Sempre a Napoli colori “eleoidrici” creati da Principe di Sansevero, nel Chiesa di Santa Maria della Pietà dipinse il ritratto su ovale di rame di Don Raimondo, effigiandolo in veste di Condottiero, da apporre al suo Monumento funebre.
Al di fuori della Campania, operò certamente a Turi, presso la Chiesa conventuale di Santa Chiara, ove dipinse una pala d’altare raffigurante La morte di Santa Chiara.

## Galleria d'immagini

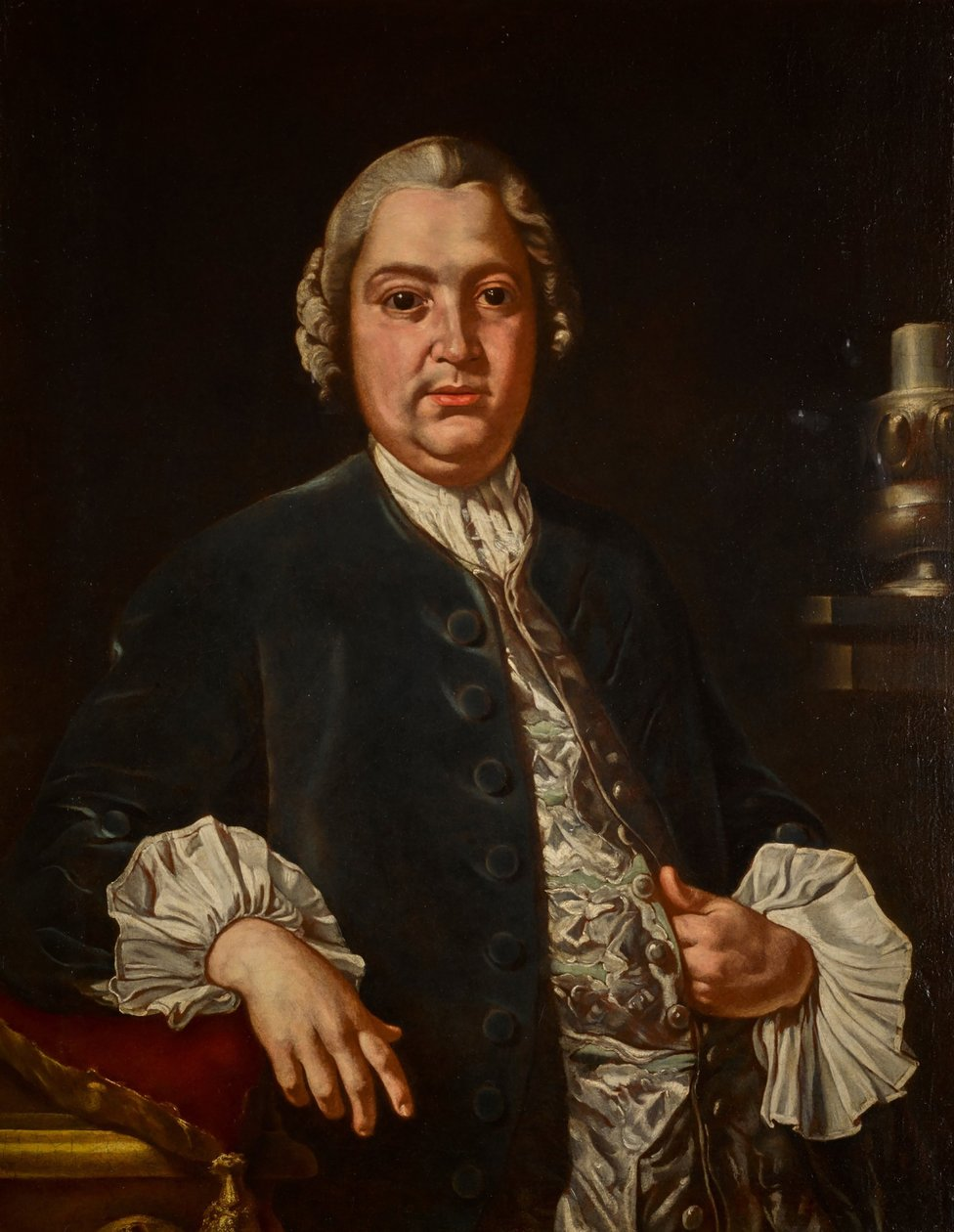
Ritratto di Niccolò Jommelli
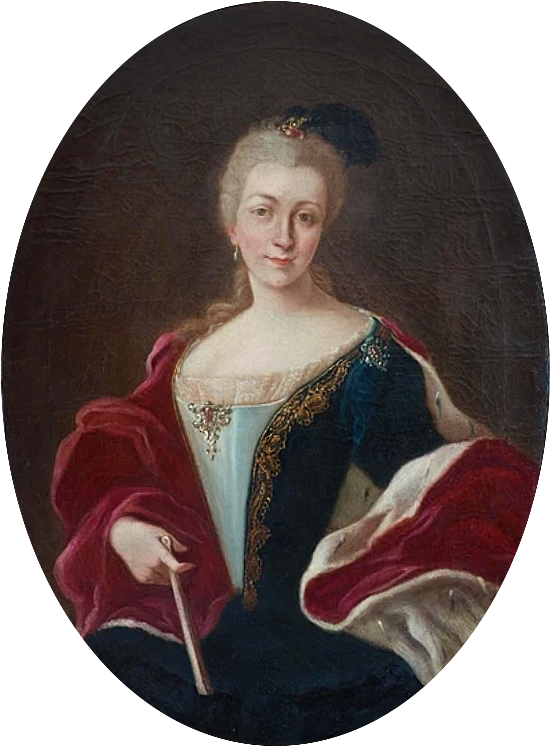
Il cosiddetto Ritratto di Maria Amalia di Sassonia, attribuito a Carlo Amalfi
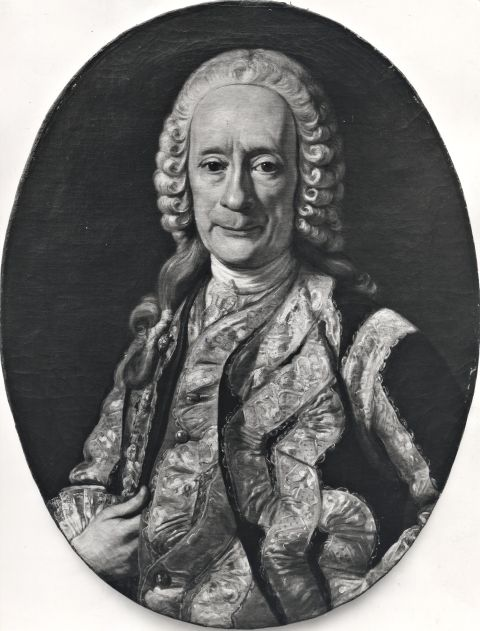
Ritratto di gentiluomo. Presunto ritratto di Bernardo Tanucci